# 구조적 요소
수학적 형태학에서 구조적 요소는 이 형태가 이미지에 맞는지, 맞지 않는지를 결론을 내기 위해 주어진 이미지를 탐색하거나 작용하는데 사용되는 형태이다. 이것은 특히 팽창, 침식, 열기, 그리고 닫기 및 적중과 비적중 변환과 같은 형태학적 연산에 사용된다.
조르쥬 마테론(Georges Matheron)에 따르면, 물체(예: 한 이미지)에 대한 지식은 그것을 탐색(관찰)하는 방법에 있다. 특히, 어떤 형태학 연산에 대한 특정한 구조적 요소의 선택은 얻을 수 있는 정보에 영향을 미친다. 구조적 요소에 직접적으로 연관이 있는 두 주요한 특성이 있다: 
- 모양. 예를 들어, 구조적 요소는 "공"이나 선이 될 수 있다; 볼록이나 고리, 등. 특정한 구조적 요소를 선택함으로, 어떤 물체(또는 물체의 부분)를 그 모양이나 공간 방향을 따라 다른 물체에서 구분하는 방법을 설정한다.
- 크기. 예를 들어, 구조적 요소는 {\displaystyle 3\times 3} 정사각형이나 {\displaystyle 21\times 21} 정사각형이 될 수 있다. 구조적 요소의 크기를 설정하는 것은 관측 범위를 설정하는 것과 이미지 물체나 특징을 크기에 따라 구분하는 기준을 설정하는 것과 유사하다.

## 수학적 세부 사항과 예
구조적 요소는 이진 이미지의 특정한 경우이며, 보통 작고 단순하다. 수학적 형태학에서, 이진 이미지는 어떤 d 차원의 유클리드 공간 Rd 또는 정수 격자 Zd의 부분집합이다. 여기에 넓게 사용되는 (B로 표기된) 구조적 요소의 일부 예시가 있다:
- E=R2라고 하자; B는 원점을 중심으로 하고 반지름이 r인 열린 원판이다.
- E=Z2라고 하자; B는 3x3 정사각형이다. 즉, B={(-1,-1),(-1,0),(-1,1),(0,-1),(0,0),(0,1),(1,-1),(1,0),(1,1)}이다.
- E=Z2라고 하자; B는 다음과 같이 주어진 "십자 모양"이다: B={(-1,0),(0,-1),(0,0),(0,1),(1,0)}.

이산적인 경우에서, 구조적 요소는 값이 1(픽셀이 구조적 요소에 있을 경우) 또는 0(다른 경우)이라고 가정된 격자의 픽셀의 집합으로 나타낼 수 있다.
적중 및 비적중 변환으로 사용될 때, 보통 구조적 요소는 하나는 전경에 있고, 하나는 탐색할 이미지의 배경에 있는 두 서로소 집합(두 간단한 구조적 요소)의 합성이다. 이 경우에, 구조적 요소의 합성의 다른 표현은 두 집합에 있거나(1, 전경에 있는 경우), 집합에 있지 않거나(0, 배경에 있는 경우), "무관항"인 픽셀의 집합이다.

## 참고 문헌
- Edward R. Dougherty, An Introduction to Morphological Image Processing, ISBN 0-8194-0845-X (1992)
- Jean Serra, Image Analysis and Mathematical Morphology, Volume 1, ISBN 0-12-637241-1 (1982)